# سیرکلویل (ویرجینیای غربی)
سیرکلویل (به انگلیسی: Circleville) یک منطقهٔ مسکونی در ایالات متحده آمریکا است که در شهرستان پندلتن، ویرجینیای غربی واقع شده‌است. سیرکلویل ۶۲۶٫۹۸ متر بالاتر از سطح دریا واقع شده‌است.